# Mino (rodzaj)
Mino – rodzaj ptaków z rodziny szpakowatych (Sturnidae).

## Występowanie
Rodzaj obejmuje gatunki występujące na Nowej Gwinei, w Archipelagu Bismarcka i na Wyspach Salomona.

## Morfologia
Długość ciała 25–30 cm, masa ciała 152–217 g.

## Systematyka

### Etymologia
Mino: hindi Maina – nazwa dla szpaków i gwarków.

### Podział systematyczny
Do rodzaju należą następujące gatunki:
- Mino dumontii (Lesson, 1827) – gwarek złotolicy
- Mino kreffti P.L. Sclater, 1869 – gwarek białorzytny
- Mino anais (Lesson, 1839) – gwarek złoty